# 南入曽信号場
南入曽信号場（みなみいりそしんごうじょう）は、埼玉県所沢市岩岡町にある西武鉄道新宿線の信号場。

## 概説
主に当信号場に隣接する南入曽車両基地の出庫・入庫列車と、本線を走行する列車とのダイヤを調節するために使われている。

## 歴史
- 1969年（昭和44年）9月26日：新所沢駅 - 入曽駅間複線運転開始に伴い開設。同年10月に南入曽検車区（現：南入曽車両基地）が開設され、分岐点となる。

## 隣の駅
西武鉄道
 西武新宿線
新所沢駅 (SS24) - （南入曽信号場） - 入曽駅 (SS25)